# Скриппс, Джеймс
Джеймс Эдмунд Скриппс (англ. James E. Scripps; 19 марта 1835, Лондон — 28 мая 1906) — американский издатель и филантроп.

## Биография
Скриппс родился в 1835 году в Лондоне в семье Джеймса Могга Скриппса и Эллен Мэри (Сондерс) Скриппс. Его отец был переплётчиком, который приехал в Америку в 1844 году с шестью детьми без матери. Скриппс вырос на ферме в Рашвилле, штат Иллинойс.

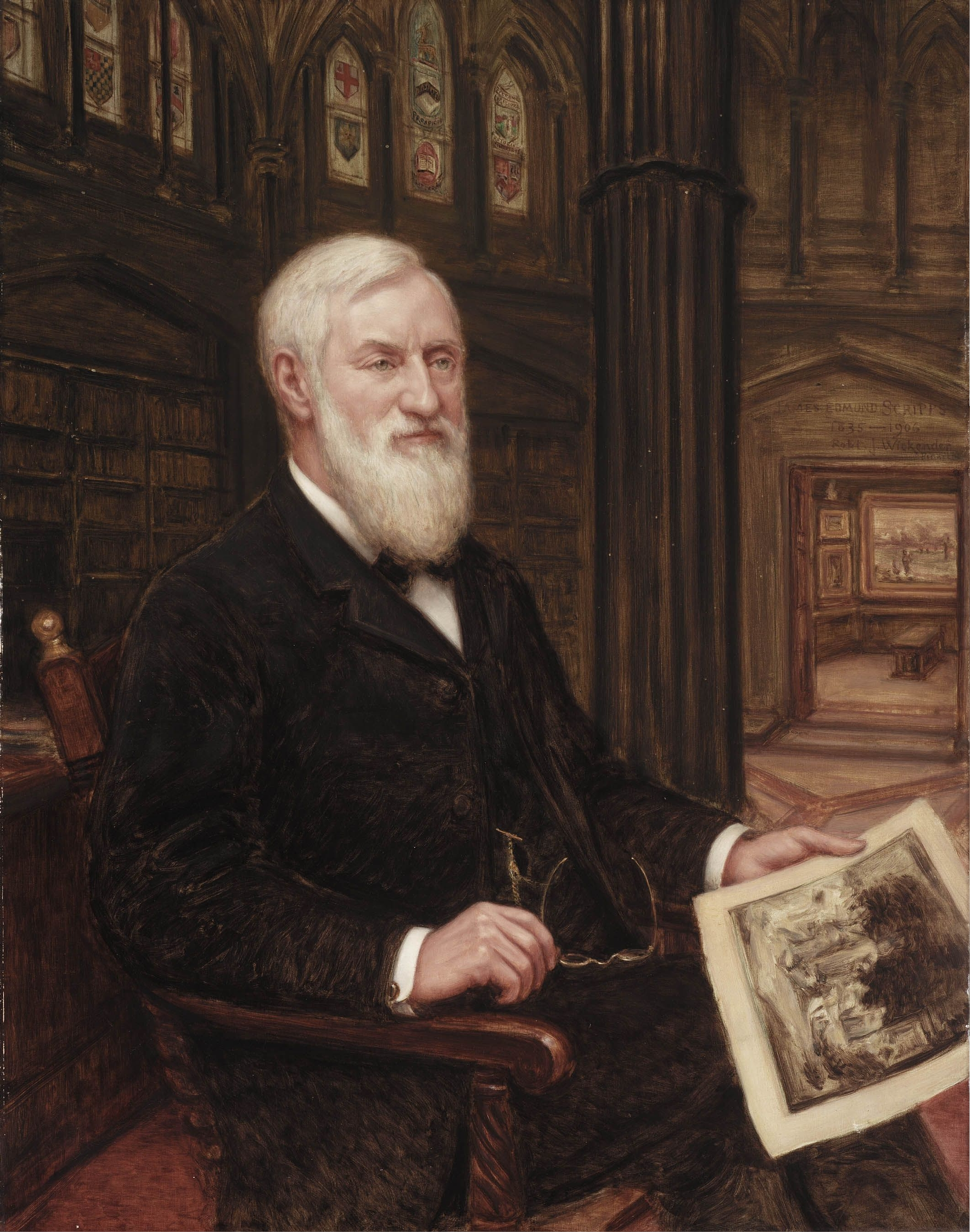
Портрет Джеймса Э. Скриппса, 1907 год

В 1857 году Скриппс начал работать в газете Chicago Tribune, но в 1859 году переехал в Детройт. К 1862 году он стал управляющим Detroit Tribune, а позже стал совладельцем и управляющим Detroit Daily Advertiser. Когда в 1873 году помещение Advertiser сгорело, Скриппс забрал свои 20 000 долларов, полученные по страховке, и основал собственную газету. Скриппс решил привлечь внимание растущего класса грамотных рабочих мужчин и женщин, выпустив газету The Evening News (позже The Detroit News). Руководствуясь новой для своего времени идеей, он наполнил газету недорогой рекламой и велел своим репортёрам писать так, «как говорят люди». Его конкуренты называли «Новости» «дешёвым тряпьём», а его репортёров — «пиратами», но детройтцы любили эту газету.
Позже Скриппс вместе со своим младшим сводным братом Э. У. Скриппсом стал владельцем компании E. W. Scripps Company, которая контролировала газеты в Кливленде, Сент-Луисе, Цинциннати и Чикаго.
После длительного тура по Европе Скриппс принял активное участие в основании Детройтского музея искусств (позднее Детройтского института искусств), в 1889 году подарив ему коллекцию старых мастеров, таких как «Мадонна с младенцем» Чимы да Конельяно, стоимостью 75 000 долларов (по курсу 1889 года), что стало одним из первых крупных поступлений ранней живописи в американский музей. Каталог коллекции был опубликован в 1889 году и оцифрован Научной библиотекой и архивом Детройтского института искусств.
В 1900 году Скриппс написал письмо для капсулы времени Detroit Century Box.

### Личная жизнь
Сестра и одно время партнер Скриппса Эллен Браунинг Скриппс сыграла важную роль в становлении их младшего брата Э. У. Скриппса в газетной индустрии, что привело к созданию медиаконгломерата E.W. Scripps Company. Позже она стала учредителем Института океанографии Скриппса, расположенного в Ла-Холья, штат Калифорния, и основателем Колледжа Скриппса, расположенного в Клэрмонте.
Старшая дочь Скриппса, Эллен Уоррен Скриппс (1863—1948), вышла замуж за Джорджа Гофа Бута, который впоследствии стал издателем газеты Evening News Association и самостоятельно основал газету Booth Newspapers, ныне MLive Media Group. В 1976 году она была приобретена компанией Advance Publications С. И. Ньюхауса. Вместе Джордж и «Нелли» также основали всемирно известное образовательное сообщество Крэнбрук в Блумфилд-Хиллз, штат Мичиган.
Скриппс умер в 1906 году в возрасте 71 года и был похоронен на детройтском кладбище Вудмир.